# Cephalotes jheringi
Cephalotes jheringi é uma espécie de inseto do gênero Cephalotes, pertencente à família Formicidae.